# جامعة جوزيف فورييه
جامعة جوزيف فورييه (بالفرنسية: Université Joseph Fourier)‏، وتعرف اختصارًا باسم UJF، هي جامعة فرنسية مقرها مدينة غرينوبل. تمتد جذورها إلى سنة 1811، عندما أنشأ العالم الفرنسي جوزيف فورييه كلية للعلوم في غرينوبل. تختص جامعة جوزيف فورييه بدراسة العلوم والتقنيات وعلوم الصحة، وكانت تُعرف في السابق باسم جامعة غرينوبل 1.

## مكانة الجامعة
تحتل جامعة جوزيف فورييه المركز السادس بين جامعات فرنسا من حيث الأفضلية وفقًا للتصنيف الأكاديمي لجامعات العالم لسنة 2009، كما تحتل المركز الرابع على مستوى فرنسا، والـ 115 عالميًا في مجال الهندسة وتكنولوجيا المعلومات وفقًا لتصنيف الجامعات العالمي QS.

## خريجون بارزون
- رجاء الشرقاوي المرسلي: أستاذة مغربية في الفيزياء النووية.
- شارل العشي: عالم فضاء لبناني أمريكي، يعمل مديرًا لمختبر الدفع النفاث.

## وصلات خارجية
- الموقع الرسمي للجامعة (بالفرنسية) (بالإنجليزية) (بالإسبانية)